# Onești
Onești is een stad in Roemenië, de op een na grootste stad in het Moldavische district (județ) Bacău. De stad ligt aan de rivier de Trotuș en telt ca 50.000 inwoners. Na het overlijden van Gheorghe Gheorghiu-Dej in 1965 kreeg Onești de naam van deze communistische leider. In 1990 kreeg de stad haar oude naam terug. Onești is de geboorteplaats van de turnlegende Nadia Comăneci.
Onești kwam tot ontwikkeling vanaf 1953, toen hier een groot petrochemisch industriecomplex werd gebouwd.

## Galerij

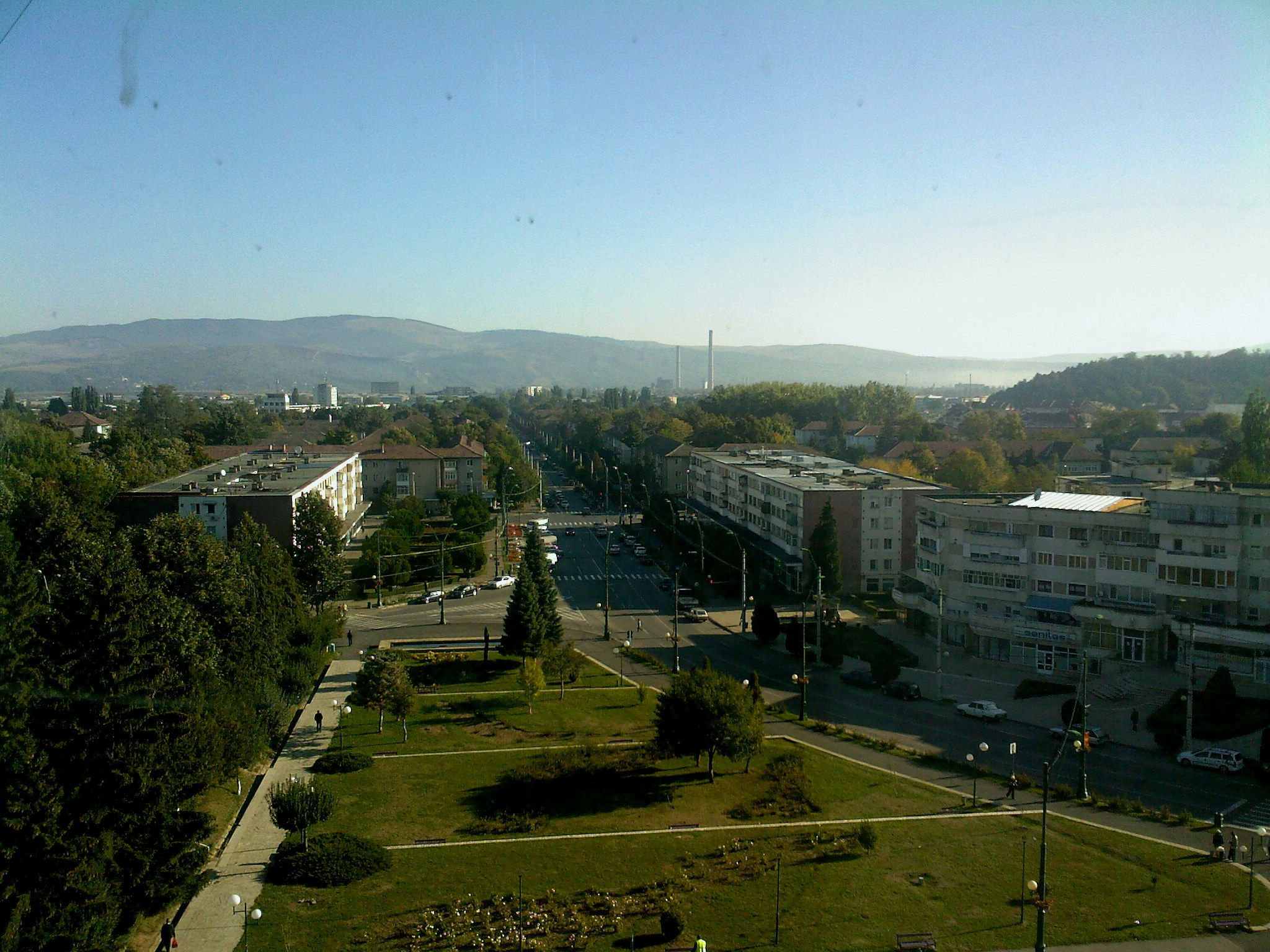
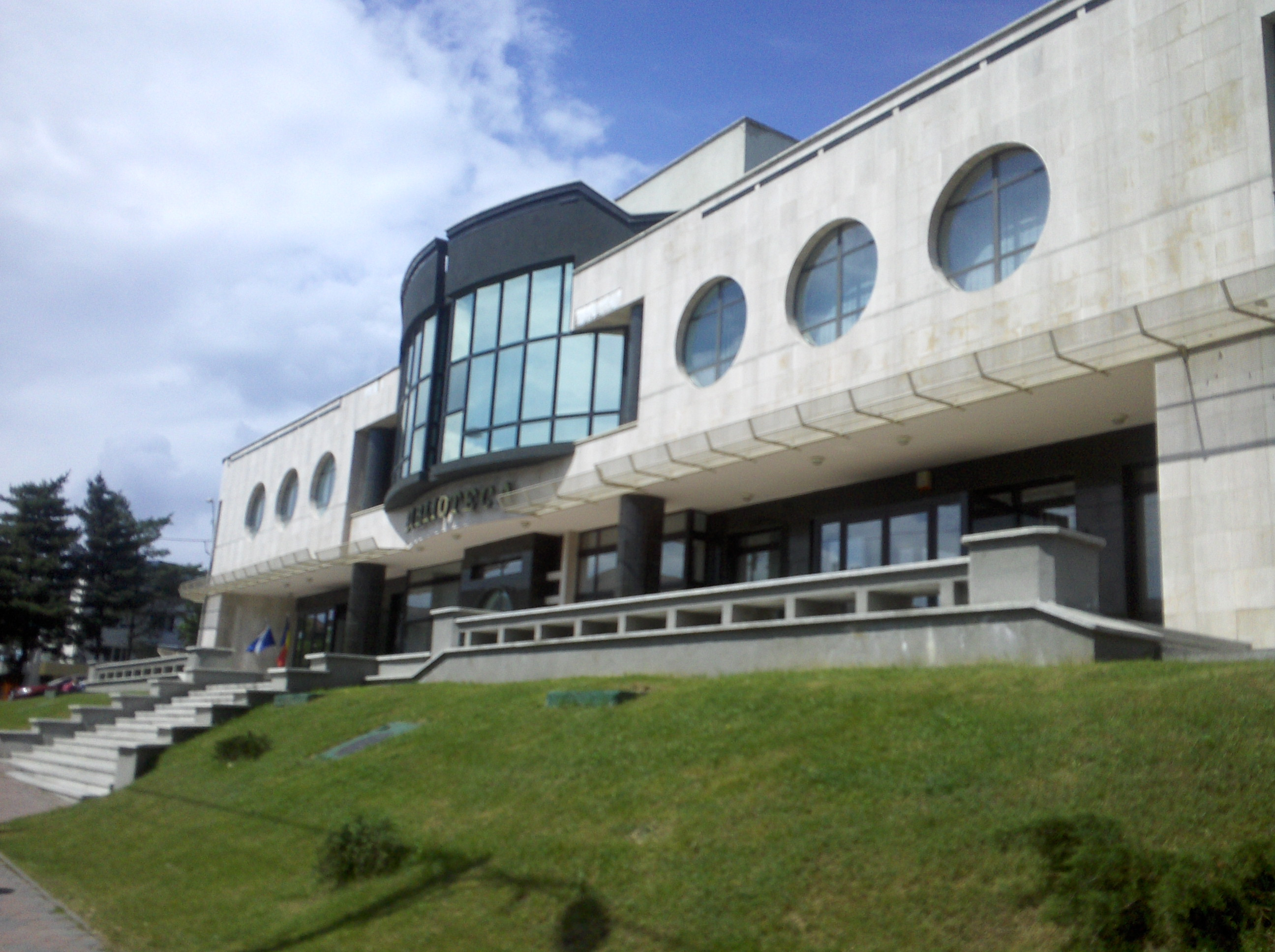
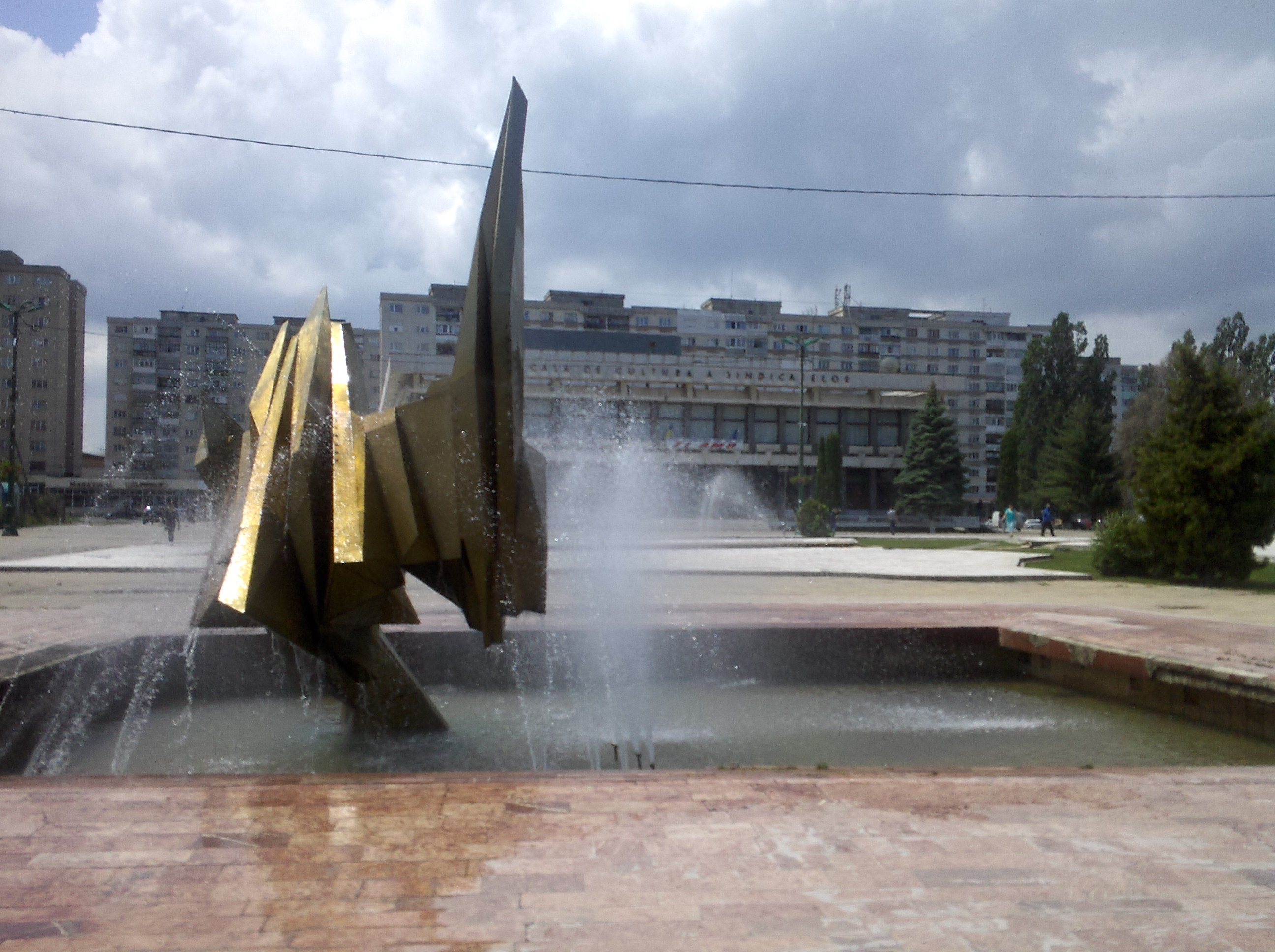
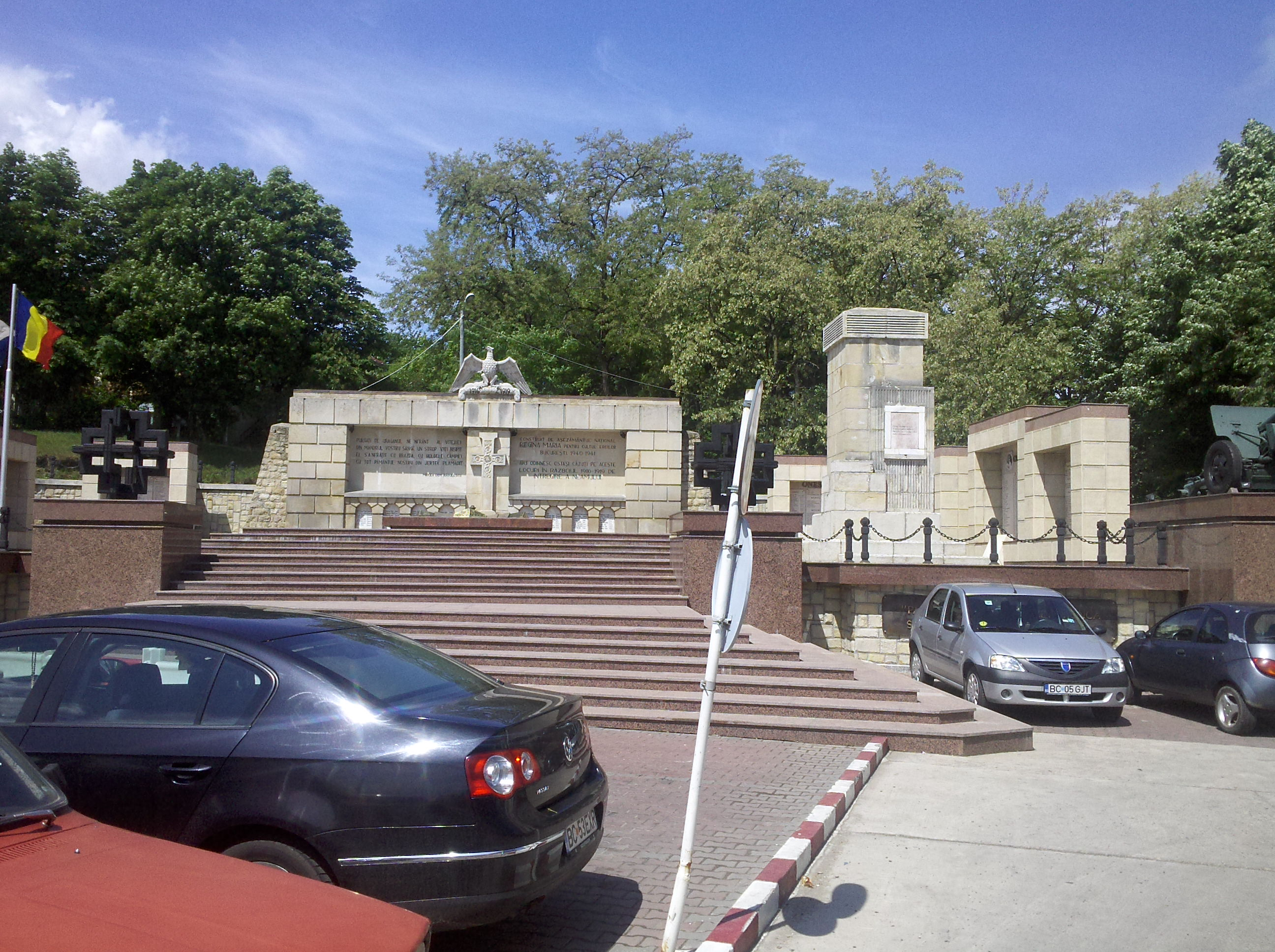
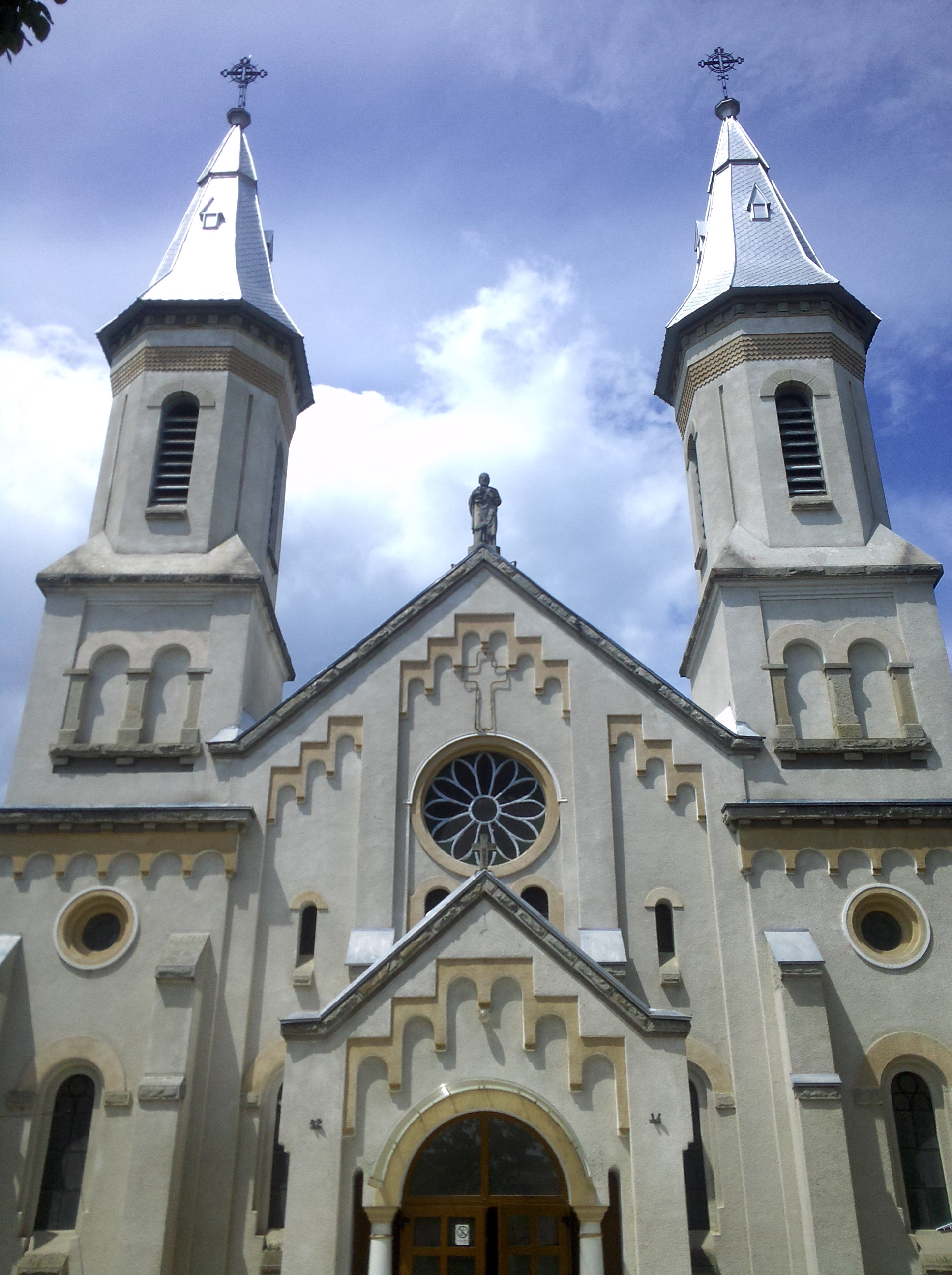

Steden met gemeentestatus: Bacău · Moinești · Onești

Steden zonder gemeentestatus: Buhuși · Comănești · Dărmănești · Slănic-Moldova · Târgu Ocna